# توم شامبرلين (لاعب اتحاد الرغبي)
توم شامبرلين (بالإنجليزية: Tom Chamberlain)‏ هو لاعب اتحاد الرغبي نيوزيلندي، ولد في 1 فبراير 1987 في كايتيا ‏ في نيوزيلندا.

## وصلات خارجية
- توم شامبرلين على موقع ItsRugby.co.uk (الإنجليزية)